# Fibre de polyoléfine

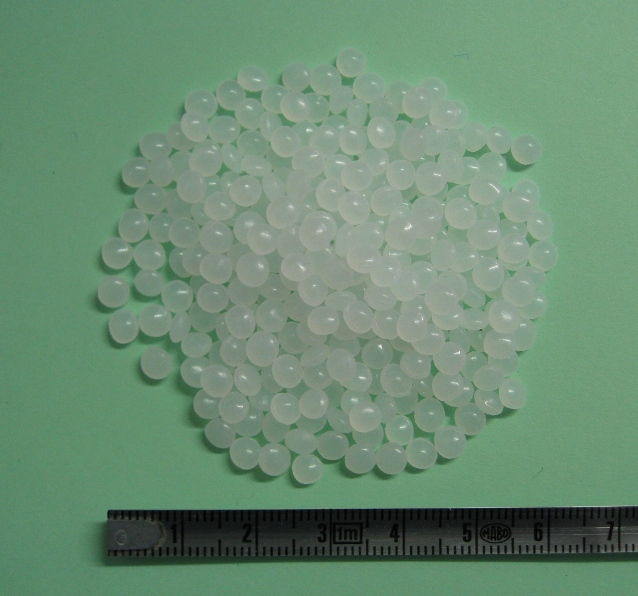
Granulés de polyéthylène.

La fibre de polyoléfine est une fibre synthétique formée d'un polymère synthétique à longue chaîne composé d'au moins 85% en masse d'éthylène, de propylène ou d'autres motifs oléfiniques. Les polyoléfines les plus connues sont à base de polypropylène et de polyéthylène.
Elle est utilisée dans le papier peint, la moquette, les cordes, et l'intérieur des véhicules.
Les avantages de ces fibres sont leur bonne résistance mécanique, leur confort, leur bonne résistance aux taches, à la moisissure, à l’abrasion et au soleil et leur bon pouvoir couvrant.

## Historique
L'Italie a commencé à produire des fibres de polyoléfine en 1957. Le chimiste Giulio Natta a synthétisé avec succès une polyoléfine convenant à davantage d'applications textiles. La production américaine a commencé dans les années 1960. Elles représentent 16% des fibres manufacturées.

## Propriétés
Les fibres de polyoléfine peuvent être des fils multi- ou mono-filaments. Les fibres ont des sections transversales rondes. Cette section peut être modifiée pour différentes utilisations. Au toucher, elles donnent une sensation cireuse.
Les fibres de polyoléfine ont un bon pouvoir couvrant tout en ayant une masse volumique faible. Ces fibres absorbent peu l'humidité et sèchent rapidement. Elles ont une bonne résistante à l'abrasion, aux taches, au soleil et aux produits chimiques. Elles ne se colorent pas facilement, mais leurs colorations sont relativement stables. Comme les polyoléfines ont des points de fusion bas, les éléments textiles peuvent être liés thermiquement.
Les fibres de polyoléfine ont la plus faible résistance statique de toutes les fibres fabriquées et un brillant moyen. L'une des propriétés majeures des fibres de polyoléfine est leur résistance mécanique que ce soit dans des conditions humides ou sèches.

## Fabrication
La polymérisation des gaz de propylène et d'éthylène, contrôlée par des catalyseurs, crée des polyoléfines. La polymérisation à haute pression tels que 15 tonnes par mètre carré, crée un film pour les matériaux moulés. La polymérisation à basse pression utilise une température basse avec un catalyseur et un solvant hydrocarboné. Ce procédé est moins coûteux et produit une polyoléfine plus adaptée à un usage textile.
Un colorant peut être ajouté au polymère en fusion avant son filage. Des additifs, des variations de monomères et différentes conditions de production peuvent créer une gamme de caractéristiques.
Le polymère est ensuite filé par une filière et refroidi dans de l'eau ou à l'air. La fibre est étirée à six fois la longueur de filage.

## Fabricants
Hercules, Inc. (FiberVisions) a été le premier producteur commercial de fibres de polyoléfine aux États-Unis. Parmi les autres producteurs américains de fibres de polyoléfine, citons Asota, American Fibers and Yarns Co, American Synthetic Fiber, Color-Fi, FiberVisions, Foss Manufacturing Co., Drake Extrusion, Filament Fiber Technology, Inc., TenCate Geosynthetics et Universal Fiber Systems.

## Marques
Allied-Signal :
- ACE - corde de pneu, sangle de meuble

DuPont :
- CoolMax - vêtements de sport pour temps chaud
- Hollofil, Quallofil - fibres isolantes
- Sontara - non-tissés
- Thermostat - utilisation par temps froid
- Thermoloft - fibres isolantes
- Tyvek - enveloppes et couvertures protectrices

Trevira :
- ESP - habillement et ameublement
- Celwet - non-tissés
- Comfort Fibre - fibre discontinue pour usages vestimentaires
- Floor Guardian - système de protection pour tapis de sol de gymnase
- Loftguard - fibre discontinue à usage industriel
- Polar Guard
- Lambda - filés de filaments
- Serene
- Superba
- Trevira HT - utilisations marines et militaires : cordes, cordages
- Trevira ProEarth - géotextiles à contenu recyclé
- Trevira XPS - moquette
- BTU - vêtements pour temps froid[2]

3M :
- Thinsulate - vêtements de sport par temps froid[5]

## Utilisation
Il existe deux polymères pouvant être utilisés dans les fibres de polyoléfine. Le premier, le polyéthylène. Ces fibres sont principalement utilisées pour les cordes, les ficelles et les tissus utilitaires.
Le second type, le polypropylène. Ces fibres peuvent être utilisées dans des vêtements, des articles d'ameublement et des produits industriels.

### Vêtements
Elles peuvent être utilisées pour vêtements de sport, chaussettes, pulls à capuche, sous-vêtements thermiques ; doublure de tissus.

### Ameublement
Elles peuvent être utilisées seule ou en mélange pour les tapis d'intérieur et d'extérieur, les dalles de moquette et le support de tapis. Les fibres peuvent également être utilisées dans les tissus d'ameublement, les revêtements muraux, les housses et les revêtements de sol.

### Automobile
Elles peuvent être utilisées pour les tissus intérieurs, les pare-soleil, les accoudoirs, les panneaux de porte, mes panneaux latéraux et le remplacement de la résine en tant que fibres de liant.

### Industriel
Elles peuvent être utilisées pour les tapis, les cordes, les géotextiles en contact avec le sol, les toiles filtrantes, le renforcement du béton et le papier thermo-soudable (par exemple, sacs à thé et à café).

## Entretien
Le nettoyage à sec des matériaux à base de fibres de polyoléfine n'est pas conseillé, de nombreux solvants pouvant les faire gonfler.
L'oléfine séchant rapidement, la méthode de séchage recommandée est le séchage à l'air ou le séchage à basse température au sèche-linge.
Puisque l'oléfine n'est pas absorbante, les taches à l'eau ne posent pas de problème. Cependant, les taches grasses sont difficiles à éliminer. La plupart de ces taches peuvent être éliminées avec de l'eau tiède et du détergent.
La fibre de polyoléfine ayant un point de fusion bas (entre 105 et 170 °C, selon le type de polymère), le repassage ne peut se faire qu'à des températures très modérées.
Les articles tels que les tapis d'extérieur et autres tissus peuvent être arrosés.
Les fibres de polyoléfine sont recyclables.